# Герцогство Австрия
Герцогство Австрия (нем. Herzogtum Österreich) — государство в рамках Священной Римской империи, образованное в 1156 году в соответствии с Privilegium Minus. Бывшая Восточная марка была отделена от Герцогства Бавария и сама получила ранг герцогства.

## География
В первое время герцогство занимало относительно небольшую территорию, сравнимую с территорией современной Нижней Австрии. Оно располагалось на северных и восточных берегах Дуная, восточнее Энса. Исторически это была территория каролингской Аварской марки.
Аварская марка была создана Карлом Великим примерно в 800 году, после битвы при Пресбурге 907 года оказалась под властью венгров и возродилась вновь как Восточная марка Герцогства Бавария после победы Оттона I в битве на реке Лех в 955 году.
Дрозендорф, Рабс, Ла и другие укрепления вдоль реки Тайя, севернее исторических областей Вальдфиртель и Вайнфиртель (нем. Weinviertel), разделённые хребтом Манхартсберг, являлись границей герцогства с Богемией и землями Моравской марки, принадлежавших чешской династии Пржемысловичей.
Восточная граница с Королевством Венгрия постепенно смещалась в сторону моравских равнин и Венского бассейна. На правом берегу Дуная граница с Венгрией в течение нескольких веков оставалась по реке Лайта. На юге Австрия граничила со Штирией, получившей статус герцогства в 1180 году.

## История

### Династия Бабенбергов
Сегодняшняя Австрия в основном ассоциируется с династией Габсбургов, однако до 1246 года этими землями владела династия Бабенбергов. Маркграф Австрии Леопольд IV поддержал Гогенштауфенов в борьбе с домом Вельфов, и когда его единоутробный брат, король Германии Конрад III, низложил герцога Баварии Генриха X, на баварский трон взошёл Леопольд. Младший брат и наследник Леопольда IV, Генрих Язомирготт, продолжил борьбу с Вельфами, но после вступления на престол Священной Римской империи Фридриха I, был вынужден уступить Баварию Генриху Льву. В качестве компенсации Фридрих I 17 сентября 1156 года издал Privilegium Minus, которым повысил статус Австрийской марки до герцогства.
Новоявленный герцог Австрии обосновался в Вене, на месте будущего дворца Хофбург. Одновременно он основал Шотландский монастырь в качестве своей частной церкви, где поселились ирландские монахи. Благодаря удачному расположению на торговом пути по Дунаю из Кремса и Маутерна через Вену в Венгрию и Византийскую империю Австрия процветала. Бабенберги за короткое время превратились в одну из наиболее влиятельных династий, пик их могущества пришёлся на правление Леопольда V (1177—1194) и Леопольда VI Славного (1194—1230). В 1186 году был заключён Санкт-Георгенбергский договор с герцогом Отакаром IV о том, что после смерти последнего Штирия будет присоединена к Австрии. Это произошло в 1192, и до 1918 года Штирия оставалась в личной унии с австрийским государством. Территория герцогства приросла также баварскими землями к западу от Энса вдоль Трауна, включая город Линц, будущий административный центр Верхней Австрии.
Герцог Леопольд V участвовал в Третьем крестовом походе и осаде Акры, во время которой разругался с Ричардом Львиное Сердце и отбыл домой. Возвращаясь в Англию через Австрию, Ричард был захвачен в замке Дюрнштайн и получил свободу только в обмен на крупный выкуп. Полученные деньги герцог использовал для строительства крепости в Винер-Нойштадте на границе в Венгрией.
Сын Леопольда V, Леопольд VI, единовластный правитель Австрии и Штирии с 1198 года, заключил брак с византийской княжной Феодорой Ангелиной. Их дочь, Маргарита фон Бабенберг, в 1225 году стала женой германского короля Генрих VII, сына императора Фридриха II. При Венском дворе частыми гостями были известные миннезингеры, в том числе Рейнмар фон Хагенау и Вальтер фон дер Фогельвейде, процветала поэзия на средневерхненемецком языке. По одной из версий, именно в австрийских землях появилась эпическая поэма «Песнь о Нибелунгах».
Однако следующий герцог, Фридрих II Воитель, сын Леопольда VI, после восхождения на трон в 1230 году оказался в конфликте не только с австрийской знатью, но и с королями соседних государств: чешским Вацлавом I, венгерским Андрашем II — и даже с императором Фридрихом II, которого обвинил в поддержке претензий на австрийский трон Генриха VII. Император объявил Фридриху II опалу и в 1236 году изгнал его из Вены. Позднее спор с императором был урегулирован, но пограничные конфликты продолжились, и в 1246 году в битве на реке Лайте (нем. Schlacht an der Leitha) Фридрих II был убит. Мужская линия Бабенбергов прервалась.

### Пржемысл Отакар II
Прерывание династии Бабенбергов ввергло Австрию в период анархии. Согласно «Privilegium Minus» в случае отсутствия наследников мужского пола престол Австрии должен был передаваться по женской линии. Владислав Моравский (чеш. Vladislav Český) немедленно выдвинул свои претензии, однако воспользоваться своим правом не успел, неожиданно скончавшись в январе 1247 года. Тем временем император, в нарушение «Privilegium Minus», объявил Австрию вымороченным леном и ввёл свои войска в герцогство, вступив в Вену. Вдовствующая герцогиня Гертруда со своими сторонниками бежала в Венгрию и просила защиты у римского папы Иннокентия IV. Под давлением папы римского Гертруда вышла в середине 1248 года замуж за маркграфа Бадена Германа VI, который был признан папой герцогом Австрии и Штирии (14 сентября 1248 года).
После смерти Германа VI ситуацией решил воспользоваться король Чехии Пржемысл Отакар II. В 1250 он вторгся на австрийские земли и получил признание со стороны местной знати. Чтобы подкрепить претензии на австрийский престол, Отакар в 1252 году женился на Маргарите фон Бабенберг, которая была старше него на 30 лет. Король Венгрии Бела VI попытался противостоять Отакару, ссылаясь на третий брак Гертруды со своим родственником Романом Даниловичем, сыном Даниила Галицкого, и вторгся в Штирию. Однако венгерское войско в 1260 потерпело поражение в битве при Кресенбрунне, и Отакар стал полновластным правителем Богемии, Моравии, Австрии и Штирии.
В 1269 году под влияние Отакара перешли южные земли: Герцогство Каринтия, Крайнская марка и Виндская марка. В целом, ему подчинялось государство Центральной Европы, простиравшееся от польских границ в Судетах на севере до побережья Адриатики на юге. В 1273 году Отакар пытался стать римским королём, но проиграл Рудольфу I из династии Габсбургов, который впервые после периода междуцарствия стал фактическим германским королём. Пользуясь императорским правом, Рудольф подчинил себе «захваченные» Отакаром территории, сам Отакар был убит в 1278 году в битве на Моравском поле. Территории герцогства Австрия были переданы сыновьям Рудольфа I и их наследникам, которые добавили их к своим обширным владениям в Швабии

### Династия Габсбургов
Следующие 640 лет Австрия находилась под властью Габсбургов. В XIV и XV веках Габсбурги начали присоединять к герцогству провинции, примыкавшие к Австрии и Штирии. В 1335 году в состав государства были включены герцогства Каринтия и Крайна, в 1363 — графство Тироль. Вместе эти территории стали известны как наследные земли Габсбургов.
XIII и XIV века были для герцогства неспокойными. После короткого, но насыщенного правления Рудольфа IV его братья, Альбрехт III и Леопольд III разделили герцогство между собой в соответствии с Нойбергским договором 1379 года. Альбрехт оставил за собой Австрию, а Леопольд получил остальные территории. В 1402 году произошло повторное разделение владений в линии Леопольда: Эрнст получил Верхнюю Австрию (Штирию, Каринтию и Крайну), а Фридрих IV — Тироль и Переднюю Австрию.
В 1438 году герцог Австрии Альбрехт V был избран наследником своего тестя, императора Священной Римской империи Сигизмунда, и хотя его правление продолжалось всего год, Габсбурги повысили свой статус до императорского. Сын герцога Эрнста, император Священной Римской империи Фридрих III, вновь воссоединил земли Габсбургов после прерывания в 1457 году линии Альбрехта и в 1490 году Тирольской линии. Также Фридрих III утвердил ранее заявленный его отцом статус Австрии как эрцгерцогства, которым государство официально стало в 1453 году.